# AMule
aMule – klient rozproszonej sieci ed2k, powstały na bazie kodu aplikacji xMule. Rozdzielenie na oba te projekty nastąpiło we wrześniu 2003 roku. Od lutego 2005 tylko bardzo mała część kodu źródłowego pochodzi jeszcze z xMule. aMule jest dostępny na wiele systemów operacyjnych: (Linux, Mac OS, FreeBSD, OpenBSD, NetBSD, Solaris, MS Windows, Xbox). Obsługuje także mechanizm skórek. aMule to w pełni funkcjonalny, multiplatformowy klient p2p przeznaczony do obsługi sieci eDonkey (ed2k) oraz KAD (kademlia).
Aplikacja oferuje takie funkcje jak alokacja slotów, filtrowanie adresów IP, ograniczanie transferu wychodzącego i przychodzącego, ustawianie priorytetów pobierania plików, wyszukiwanie danych w zakładkach, automatyczne kasowanie z listy niedziałających serwerów, ustawienia proxy, rozmowy z użytkownikami podłączonymi do danego serwera i znacznie więcej.
Największym walorem aMule jest możliwość zarządzania całą aplikacją (aMuleWeb i aMule Remote GUI) w tym pobieranymi zasobami z dowolnego miejsca wykorzystując dowolną przeglądarkę internetową.
Najnowsza wersja aMule nosi numer 2.3.3 i obsługuje też sieć Kademlia.